# Ходеч
Ходеч (пољ. Chodecz) град је и седиште истоимене општине у Пољској у Војводству кујавско-поморском, у вроцлавском повјату.
Налази се на рубу Кујавске висоравни. Од 1975-1998. град се административно налазио у Вроцлавском војводству. Адмоинистративно општина ходеч се налази јужном делу Вроцлавског повјата. Град Ходеч је од Вроцлавка удаљен 32 km.

## Демографија
| 2012. |
| ----- |
| 1.921 |

По подацима из 2004. године у граду је живело 1954 становника, а у општини 6434.
Подаци за општину:
| Опис                          | Укупно | Укупно | Жене | Жене | Мушкарци | Мушкарци |
| ----------------------------- | ------ | ------ | ---- | ---- | -------- | -------- |
| поипулација                   | 6434   | 100    | 3248 | 50,5 | 3186     | 49,5     |
| густина насељености (ст./km²) | 52,6   | 52,6   | 26,6 | 26,6 | 26,1     | 26,1     |

У општини има
- 1751 младих особа – 26, 1%
- 3915 радно способних особа – 58, 3%
- 1052 старих особа – 15, 6%

## Клима
На подручју општине средња годишња температура износи око 8 °C. Средња температура у јулу је 18 °C а у јануару 2,5 °C.
Годишња количина падавина креће се између 450–500 mm. Ветрови обично дувају са западне стране и то су углавном слаби ветрови средње брзине од 1–2 m/s.

## Историја
Као старо насеље Ходеч се помиње још у XIV веку - de Chodcza, Chotech године 1418, али 1520 Chodecz.
Име села Ходеч први пут је забележено 1325. године. Зигмунт Стари је 1520. године ослободио град на осам година од пореза. У XVII веку, услед швдске најезде град је економски почео да слаби. Стару славу граду је покушао да поврати Лудвик Кретковски. После Првог светског рата Ходеч је остао доста запуштен. Тек 1937. - 38. су саграђене пилане и млекаре које су биле локалног значаја. За време Другог светског рата у Ходеч није било борби. Ослобођен је 19. јануара 1945. године од стране Црвене армије.

## Туристичке атракције
- Плац Кошћушки
- Споменик Тадеушу Кошћушком
- Парохијска црква светог Доминика
- Споменик папи Јовану Павлу II
- Црква светог Јакуба
- Катакомбе
- Стара воденица
- Дворац из 1904. године
- Ходечко језеро